# Gyeonggi
Il Gyeonggi (경기도?, 京畿道?, Gyeonggi-doLR) è la provincia più popolosa della Corea del Sud, e il suo capoluogo è situato a Suwon, poche decine di chilometri a sud rispetto a Seul. Il nome "Gyeonggi" significa "l'area che circonda la capitale".
Nel cuore della provincia si trova anche Seul - città più grande e capitale dell'intera Corea del Sud - che è però indipendente a livello amministrativo in quanto città a statuto speciale della Corea del Sud, così come la città metropolitana di Incheon, entità indipendente. In ogni caso, se calcolate insieme le superfici e la popolazione delle tre entità, si ottiene una popolazione di 25,6 milioni di abitanti su un'area di 11.770 km², oltre la metà della popolazione sudcoreana.

## Storia
La provincia del Gyeonggi è stata politicamente importante sin dal 18 a.C., quando la Corea era divisa in tre nazioni, durante il periodo dei tre regni. Sin da quando il Re Onjo, il fondatore del regno di Baekje (uno dei tre regni), fondò il governo del Castello Wirye a Hanam, la valle del fiume Han è stata assorbita nel regno di Goguryeo nella metà del quinto secolo, e divenne quindi un territorio del regno di Silla nell'anno 553 (14 ° anno del re Jinheung). In seguito il Gyeonggi divenne uno dei nove stati di Silla unificata, e venne chiamato Hansanju.
Il Gyeonggi iniziò a diventare la regione centrale del regno Koryŏ con il re Taejo di Goryeo (la dinastia che subentrò al Silla unificato), istituito nella capitale di Kaesŏng. Dal 1018 (il 9 ° anno di Koryŏ re Hyeonjong), questa regione venne ufficialmente chiamata "Gyeonggi".
Durante la dinastia Joseon, fondata dopo la dinastia Goryeo, il Re Taejo di Joseon spostò la capitale ad Hanyang, e ampliò l'area del Gyeonggi fino a includere Gwangju, Suwon, Yeoju e Anseong, insieme alla regione sud-orientale. Durante il periodo di Re Taejong e Sejong il Grande, il Gyeonggi è diventato pressoché identico a quello dell'attuale area amministrativa della provincia di Gyeonggi.
Nel 1895 venne attivato il nuovo sistema amministrativo di 23 "bu", che riorganizzò le aree amministrative, e la regione del Gyeonggi venne divisa in Hanseong (Hanseong-bu, 한성부 - 汉城府), Incheon (Incheon-bu, 인천부 - 仁川府), Chungju (Chungju-bu, 충주부 - 忠州府), Gongju (Gongju-bu, 공주부 - 公州府) e Gaesong (Gaesong-bu, 개성부 - 开城府).
Durante il periodo coloniale giapponese, Hanseong-bu venne incorporata nella provincia di Gyeonggi. Il 1 ° ottobre 1910 il nome della regione cambiò in Gyeongseong-bu, e fu posto un governo provinciale a Gyeongseong-bu secondo la riorganizzazione dei distretti amministrativi.
Dopo la liberazione e la fondazione dei due governi coreani, la provincia del Gyeonggi e la sua capitale, Seoul, vennero separate, mentre alcune aree del Gyeonggi passarono sotto l'amministrazione di Seul. Inoltre, Gaesong divenne territorio nordcoreano, l'unica città a cambiare area di controllo dopo che i paesi furono divisi al 38 ° parallelo, e che ora fa parte della provincia del Hwanghae Settentrionale della Corea del Nord.
Nel 1967 la sede del governo provinciale del Gyeonggi è stata trasferita da Seoul a Suwon. Dopo che Incheon venne separata dalla provincia del Gyeonggi, nel 1981, le regioni di Ongjin e Ganghwa furono incorporate dentro Incheon nel 1995.

## Geografia fisica

### Territorio

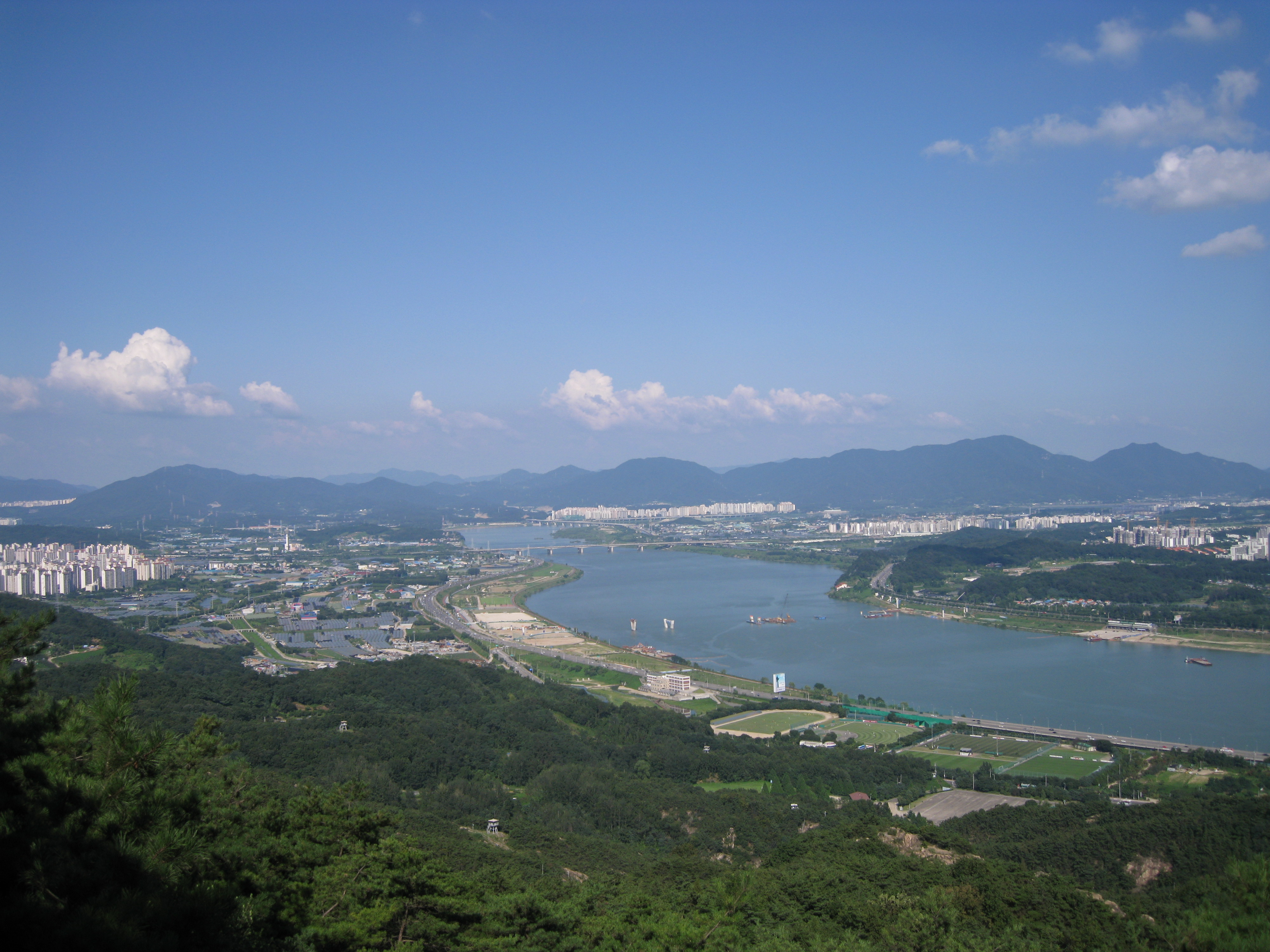
Vista del fiume Han poco prima dell'ingresso a Seul, nel Gyeonggi orientale

Il Gyeonggi si trova nell'area centro-occidentale della penisola coreana, che si protrae verticalmente nell'Asia nordorientale, tra la longitudine est di 126 e 127 gradi e latitudine nord di 36 e 38 gradi. Le sue dimensioni sono circa il 10% del territorio della Corea, 10.171 km quadrati. Per circa 86 km a nord, il Gyeonggi confina con la zona demilitarizzata coreana, a ovest si dispongono 413 km di linea costiera e la città metropolitana di Incheon, a est la regione confinante è la provincia del Gangwon, mentre a sud si hanno il Nord Chungcheong e il Sud Chungcheong. Al centro invece si trova la città di Seul.
La posizione del governo provinciale è a Suwon, ma alcuni edifici governativi si trovano a Uijeongbu, per meglio gestire i servizi amministrativi della regione settentrionale.

### Clima
Il clima della provincia del Gyeonggi è di tipo continentale, con forti escursioni termiche tra estate e inverno, ed è inoltre forte la distinzione delle quattro stagioni. La primavera è tiepida, l'estate calda e umida, l'autunno fresco, e l'inverno è freddo e nevoso. La temperatura media annua è compresa tra gli 11-13 °C, mentre la temperatura nelle zone montuose a nord-est è più bassa rispetto alle zone costiere a sud-ovest. La temperatura media di gennaio è, nella zona della Baia del Gyeonggi, di -4 °C, e di -4/-6 °C lungo il fiume Han meridionale, che scende ulteriormente a -6/-8 °C nelle aree del fiume Han settentrionale e il fiume Injingang. L'area più calda è quella attorno a Pyeongtaek, con una media nel mese di agosto di 26,5 °C.
Le precipitazioni medie annue sono di circa 1100 millimetri (43 in), con molti fenomeni di pioggia. In estate il clima è particolarmente piovoso, mentre è secco durante l'inverno. Le zone interne del nord-est, lungo il fiume Han del nord e l'Imjingang, raggiungono precipitazioni di 1.300-1.400 millimetri, mentre la zona costiera ha solo 900 millimetri di precipitazioni.

### Natura e parchi nazionali

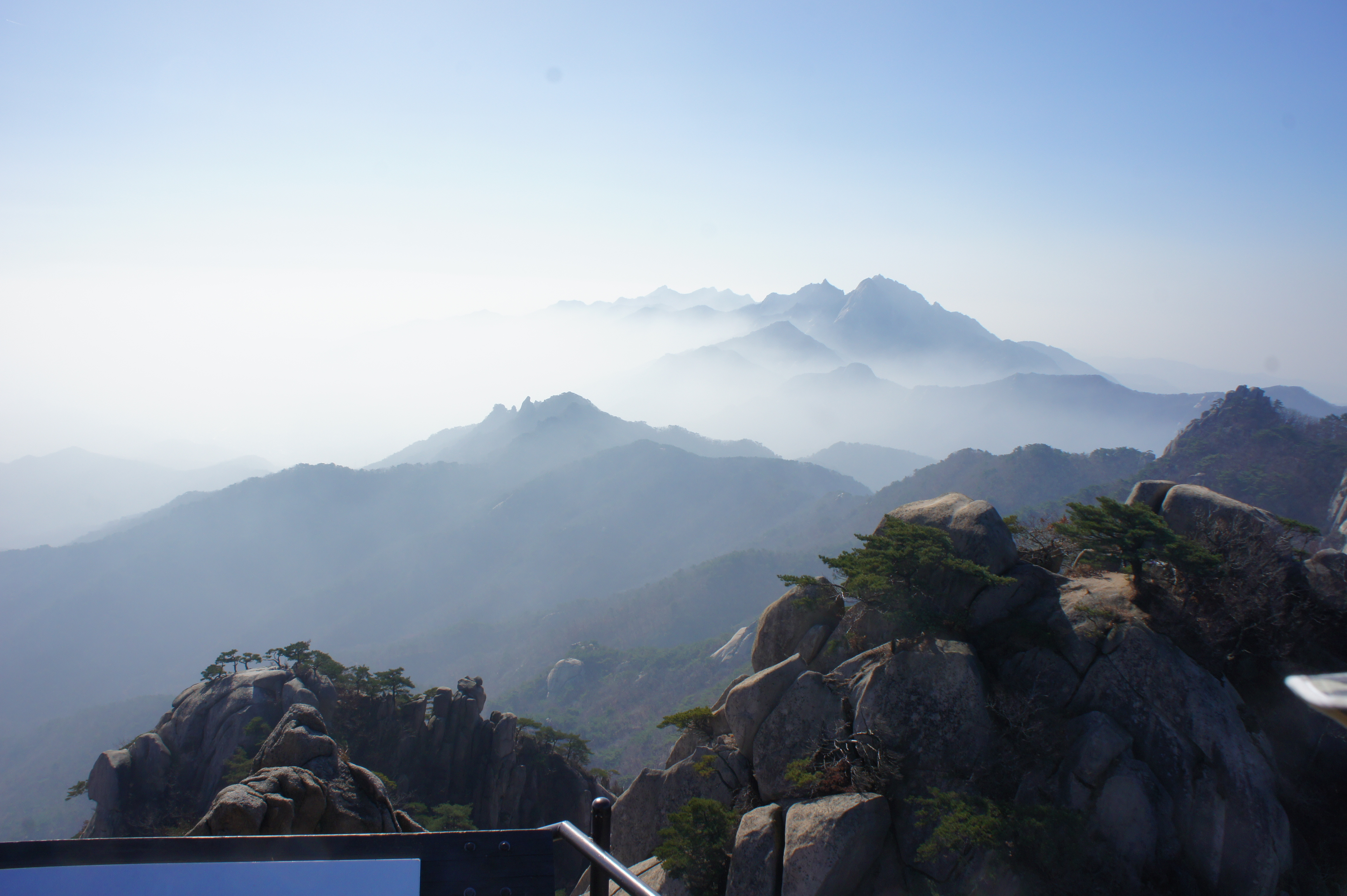
Il monte Bukhansan visto dalla vetta Sinseondae

La topografia della provincia del Gyeonggi ha caratteristiche differenti a nord e a sud del fiume Han, che scorre da est a ovest. La zona a nord del fiume Han è prevalentemente montuosa, mentre la zona sud è pianeggiante o costellata da basse colline.
La configurazione della provincia di Gyeonggi è rappresentato da Donggo-seojeo (동고서저 - 東高西低; alta a est e bassa ad ovest), in quanto la catena montuosa Gwangju e quella del Charyeong si estendono da est e scendono mano a mano in altitudine verso ovest. Le aree agricole pianeggianti di Gimpo, Gyeonggi e Pyeongtaek si estendono ad ovest.
Il Gyeonggi vanta una bellissima e rigogliosa natura, ricca di fiumi, laghi, montagne e mare. I suoi fiumi principali sono il fiume Han, l'Imjingang, e il torrente Anseongcheon che confluiscono nel Mar Giallo, percorrendo le pianure del Gyeonggi, di Yeonbaek e Anseong, rendendo molto fertili queste aree e adatte all'agricoltura. La maggior parte delle montagne si innalzano al di sopra dei 1.000 metri, e le vette principali sono i monti Myeongjisan (1267 m), Gukmangbong (1168 m) e Yongmunsan (1157 m). Le montagne hanno caratteristiche granitiche, con picchi irregolari e spigolosi, forme particolari e profonde valli. La catena montuosa del Charyeong fa da confine tra la provincia del Gyeonggi e quella del Chungcheong settentrionale, ma è relativamente bassa, con quote collinari.
Fra i parchi nazionali situati all'interno provincia del Gyeonggi, si annoverano il parco nazionale del Bukhansan, situato a Uijeongbu. Per quanto riguarda i parchi provinciali, si hanno l'area ricreazionale naturale del Chukryeongsan, il parco provinciale Namhan-sanseong, il parco provinciale Gapyeong Yeoninsan, e l'arboreto Mulhyanggi. Oltre ai parchi elencati, molte altre aree montane sono molto apprezzate dagli escursionisti, fra cui il Soyosan a Dongducheon, il Yongmunsan a Yangpyeong-gun e il monte Gwanaksan a Anyang.

## Popolazione
Il Gyeonggi ha mostrato un rapido aumento della popolazione dovuto alla modernizzazione e all'urbanizzazione della Repubblica di Corea. La sua popolazione è aumentata dai 2.748.765 abitanti nel 1960 ai 3.296.950 del 1970, 4.933.862 nel 1980, 6.619.629 nel 1992, 8.982.298 nel 2000 e 12.071.884 nel 2010. Nel 2010 vi erano 4.527.282 famiglie, con una media di 3 persone per nucleo familiare. Erano presenti 6.112.339 maschi e 5.959.545 femmine. La densità di popolazione era di 1119 persone per km², quasi il doppio della media nazionale, già di per sé molto alta di 486 persone per km².
Escludendo le due città metropolitane (Seoul e Incheon), la zona più densamente popolata a partire dal 2010 è Suwon (1.104.681 ab.), seguita da Seongnam (996.524), Goyang (962.297), Yongin (891.708), Bucheon (890.875) e Ansan (753.862). La zona meno popolata nel 2010 era Yeoncheon (45.973), seguita da Gapyeong (59.916) e Gwacheon (72.595).

## Economia
Il Gyeonggi è la spina dorsale del settore produttivo di Seoul, uniformemente sviluppato in vari settori come l'industria pesante (elettronica, macchine, industria pesante e chimica, acciaio), l'industria leggera (tessile), e il settore agricolo (allevamento e pesca industriale). A causa dell'influenza dei recenti alti salari, il peso delle varie industrie manifatturiere è diminuito nell'economia della Corea, e per questo il Gyeonggi sta anche compiendo diversi sforzi per migliorare e modernizzare la struttura del settore industriale convenzionale. Fra gli ambiti maggiormente sviluppati negli ultimi anni, si hanno quello informatico, del design, oltre al nuovo ruolo di polo per l'Asia Nord-orientale grazie al nuovo porto di Pyeongtaek. Oltre a questo, è famosa per i suoi prodotti tipici particolari, come il riso e le ceramiche di Icheon e di Gwangju. Inoltre, la base di produzione di industrie informatiche globali che rappresentano la Corea, come i semiconduttori Samsung a Suwon, i display LCD LG a Paju, gli impianti di produzione SK Hynix a Incheon, si trovano nel Gyeonggi. Anche Yeolmae, uno dei principali produttori di cibo della Corea ha sede qui. Nella provincia sorge inoltre la Diga di Cheongpyeong

## Geografia antropica

### Suddivisioni amministrative
Gyeonggi-do è divisa in 28 città ("Si") e 3 contee ("Gun"). Qui di seguito i nomi trascritti in lingua italiana, Hangŭl e Hanja.

#### Città
- Suwon (수원시, 水原市) — la capitale provinciale
- Ansan (안산시, 安山市)
- Anseong (안성시, 安城市)
- Anyang (안양시, 安養市)
- Bucheon (부천시, 富川市)
- Dongducheon (동두천시, 東豆川市)
- Gimpo (김포시, 金浦市)
- Goyang (고양시, 高陽市)
- Gunpo (군포시, 軍浦市)
- Guri (구리시, 九里市)
- Gwacheon (과천시, 果川市)
- Gwangju (광주시, 廣州市)
- Gwangmyeong (광명시, 光明市)
- Hanam (하남시, 河南市)
- Hwaseong (화성시, 華城市)
- Icheon (이천시, 利川市)
- Namyangju (남양주시, 南楊州市)
- Osan (오산시, 烏山市)
- Paju (파주시, 坡州市)
- Pocheon (포천시, 抱川市)
- Pyeongtaek (평택시, 平澤市)
- Seongnam (성남시, 城南市)
- Siheung (시흥시, 始興市)
- Uijeongbu (의정부시, 議政府市)
- Uiwang (의왕시, 儀旺市)
- Yangju (양주시, 楊州市)
- Yongin (용인시, 龍仁市)
- Yeoju (여주시, 驪州市)

#### Contee
- Contea di Gapyeong (가평군, 加平郡)
- Contea di Yangpyeong (양평군, 揚平郡)
- Contea di Yeoncheon (연천군, 漣川郡)